# Фельтхайм (Оэ)
Фельтхайм (нем. Veltheim) — община в Германии, в земле Нижняя Саксония.
Входит в состав района Вольфенбюттель. Подчиняется управлению Зикте. Население составляет 1054 человека (на 31 декабря 2010 года). Занимает площадь 8,44 км².
| Год  | Население |
| ---- | --------- |
| 1990 | 812       |
| 1995 | 910       |
| 2000 | 1042      |
| 2005 | 1065      |
| 2010 | 1055      |